# Craig Jones
Craig "133" Jones (født d. 11 februar 1972 under navnet Craig Michael Jones) er kendt som sampler/keyboardspiller i metalbandet Slipknot.

## Med i Slipknot
I de tidlige dage sluttede Craig sig til Slipknot for at erstatte Donnie Steele som guitarist. Senere skiftede han til at kontrollere samplerne sammen med Sid Wilson. Craig styrer også guitareffekterne, der bliver brugt live. På nummeret (sic) hører man sætningen "Here Comes The Pain", og det er samplet fra "Carlitos Way", hvor Al Pacino spillede hovedrollen.

## Personlighed
Craig er den eneste i bandet, der er anonym og som gerne vil forblive det. Han er også den, der forlader koncerterne tidligere end de andre. Hver gang bandet skal have taget photoshoots, har han altid et stykke sort læder foran øjnene. Han var også ansvarlig for bandets hjemmeside med sin ekskone, inden hun døde d. 3. maj 2005.
Craig har heller aldrig officielt udtalt, eller givet kommentarer til interviews. Hver gang bandet bliver interviewet, holder han altid sin lynlås på masken lukket.
Men han har dog udtalt sig til sampling-magasinet Cakewalk om hvad for noget udstyr, han brugte live. Han har også på et af bandets dvd'er sagt følgende sætning: "133, number 5, sampling.".
Hans kaldenavn 133 blev til, fordi hans computer kørte i 133 MHz. Det var tophastigheden for computere dengang.
Man menes, at Craig har svaret på to ting: Den ene var, at han skulle beskrive sig selv hvor han så svarede: "I have a rather slim, serial killer profile." og noget, som ingen ved, hvad de spurgte ham om: "Sometimes, when we are working our way up to the stage, we'll shove our way through the crowd. When people see me coming, they mostly get out of the way. But sometimes they don't...".
Under indspilningen til musikvideoen "Sulfur" fra deres nyeste album, "All Hope Is Gone", vendte han sig mod kameraet og sagde "I can actually do this on myself".
Craig viste sig første gang i offentligheden uden maske, under en pressekonference i anledning af bassisten Paul Grays død d. 24. Maj 2010.

## Maske
I de første år i bandet, havde Craig varulvemaske på og senere udviklede det sig til en dykkerhjelm med 12 cm lange søm gennem hovedet. Nogle år senere, var det en lædermaske. I samme anledning fik han en lynlås foran munden, hvilke han for det meste holder lukket. I 2004, havde han stadig lædermaske på, men denne gang med 17 cm søm igennem masken.